# Distretto di Bajan-Ônžùùl
Il distretto di Bajan-Ônžùùl è uno dei ventisette distretti (sum) in cui è suddivisa la provincia del Tôv, in Mongolia. Conta una popolazione di 2.560 abitanti (censimento 2007). 